# 约翰·利恩哈德
约翰·亨利·利恩哈德四世（John Henry Lienhard IV，1930年—）是休斯敦大学的机械工程和历史教授。他曾从事热传递和热力学工作多年，并创立了广播节目《智慧的动力》。利恩哈德是美国国家工程院院士。

## 童年与教育
利恩哈德于1930年出生于明尼苏达州圣保罗。利恩哈德的父亲约翰·亨利·利恩哈德三世（John Henry Lienhard III）在一战期间曾在欧洲担任美国陆军的飞行员，后成为圣保罗电讯的记者，及俄勒冈的测量师。他的母亲凯瑟琳·利恩哈德（Catherine Lienhard，本姓亨德森Henderson）是一位出色的钢琴家和歌手。他的曾祖父是瑞士先驱海因里希·利恩哈德，另一位曾祖辈是废奴主义者、报社编辑，及明尼苏达州立议员查尔斯·奥古斯都·惠顿。利恩哈德十几岁时，他们家搬到了俄勒冈州罗斯堡。
利恩哈德小时候患有失读症。他克服了这一障碍，于1947年完成了高中学业，并于1949年从摩特诺玛学院毕业，获得副学士学位。1951年，他从俄勒冈州立大学获得了理学学士学位，之后他在华盛顿州西雅图的波音飞机公司工作。他继续从事机械工程专业的研究，并于1953年从华盛顿大学获得硕士学位，然后被征入美国陆军。服役期间，他曾在新泽西州蒙茅斯堡的信号兵实验室工作。利用参军的优待，他进入了加州大学伯克利分校，并于1961年获得博士学位。
利恩哈德1959年与妻子卡罗尔·安·布拉顿（Carol Ann Bratton）结婚。他们有两个儿子，约翰·利恩哈德五世和安德鲁·J·利恩哈德（Andrew J. Lienhard）。

## 事业
从军队退役以后，利恩哈德回到华盛顿大学任教机械工程。1956年，他转到加州大学伯克利分校，担任工程讲师，并完成其博士学位。在伯克利之后，利恩哈德于1961–1967年期间在华盛顿州立大学任副教授。然后，他又转到肯塔基大学，于1967至1980年担任教授。1980年，他再转到休斯顿大学，在那里获得了担任M·D·安德森技术与文化教授（M.D. Anderson Professor of Technology and Culture）的荣誉。
利恩哈德的工程研究集中于相变热传递。他的工作涵盖薄膜沸腾、液体喷射、冷凝（与其学生维杰·迪尔一起）、在各种池沸腾配置中的临界热通量、液体过热的旋节线极限、快速降压和降雨径流等主题。他在临界热通量方面的工作包括高重力下沸腾的离心机测量，其中一些是为NASA做的。
1971年，利恩哈德与田长霖教授合著了一本统计热力学教科书。后来，他于1981年写了一部热传递的教科书，该书后来又有了1987、2001、2011、2019等多个版本，其中后三个版本是与其长子约翰·利恩哈德五世合著的。这本热传递教科书从2001年起成为了免费的电子书，这是最早以这种形式发行的教科书之一。
利恩哈德于1988年1月创建了广播节目《智慧的动力》。在之后的几十年里，他创作并播出了数千集。除了广播节目之外，利恩哈德在《智慧的动力》方面的工作还包括出版了几本书。该广播节目由位于休斯敦的KUHF制作，并由全国公共广播电台传送。
每日播出的《智慧的动力》，使利恩哈德成为了备受追捧的公众演讲者。在《智慧的动力》推出后的三十年中，利恩哈德每年都会受邀举办几十次演讲，其主要演讲的总数最终超过了1100次。他将这些演讲所获的酬金捐赠给休斯顿大学，创建了“智慧的动力”本科生奖学金。

## 获奖与认可
利恩哈德是美国国家工程院院士。他于1977年当选为美国机械工程师学会（ASME）会员，并于1989年当选为美国科学促进会会员。他还获得了1979年ΠΤΣ和ASME的查尔斯·鲁斯·理查兹奖章（Charles Russ Richards Medal）、1980年ASME热传递纪念奖（ASME Heat Transfer Memorial Award）、1989年ASME拉尔夫·科茨·罗伊奖章（Ralph Coates Roe Medal，由于在使公众对技术的理解方面所做的贡献）、1992年ASME罗伯特·亨利·瑟斯顿演说奖（Robert Henry Thurston Lecture Award）、1994年ASEE拉尔夫·科茨·罗伊奖（Ralph Coats Roe Award）、1998年ASME工程师-历史学家奖（Engineer-Historian Award）和2000年ASME埃德温·丘奇奖章。
ASME在1995年授予利恩哈德荣誉会员。
利恩哈德于2002年从休斯敦大学获得了人文学科荣誉博士学位。圣心大学于同年授予他荣誉博士学位。

## 书籍列表
- 田长霖; 约翰·利恩哈德.  [统计热力学]. 纽约: 霍尔特、里纳哈特和温斯顿（英语：Holt McDougal）. 1971. OCLC 976861020 （英语）.</ref>（ [统计热力学] 修订版. 华盛顿特区: Hemisphere-McGraw-Hill. 1979 （英语）.）
- 约翰·利恩哈德.  [热传递教科书]. 恩格尔伍德悬崖（英语：Englewood Cliffs, New Jersey）: 普林帝斯霍尔. 1981 （英语）.
- 约翰·利恩哈德.  [热传递教科书] 第二版. 恩格尔伍德悬崖: 普林帝斯霍尔. 1987 （英语）.
- E. T. Layton; 约翰·利恩哈德 (编).  [热传递史——纪念ASME热传递分会50周年论文集]. worldcat.org (纽约: ASME). 1988 （英语）.
- 约翰·利恩哈德.  [智慧的动力——工程师看技术和文化]. worldcat.org (纽约: 牛津大学出版社). 2000 （英语）.</ref>
- 约翰·利恩哈德.  [发明现代——工程师追寻二十世纪]. worldcat.org (纽约: 牛津大学出版社). 2003 （英语）.
- 约翰·利恩哈德.  [发明如何开始——新机器兴起中旧声音的呼应]. worldcat.org (纽约: 牛津大学出版社). 2008 （英语）.</ref>
- 约翰·利恩哈德四世; 约翰·利恩哈德五世.  [热传递教科书] 第四版. 米尼奥拉 (纽约州): 多佛出版社（英语：Dover Publications）. 2011 （英语）.
- 约翰·利恩哈德四世; 约翰·利恩哈德五世.  [热传递教科书]. store.doverpublications.com 第五版 (米尼奥拉 (纽约州): 多佛出版社（英语：Dover Publications）). 2019  [2020-06-20]. （原始内容存档于2021-04-13） （英语）.</ref>